# Villa Costa
La villa Costa est une villa construite en 1884 située dans le quartier du Roucas-Blanc, dans le 7e arrondissement de Marseille, en France.
L’ensemble des façades et toitures de la maison, des murs de clôture avec le portail ouvrant sur la rue Jean-Baptiste de Valbelle, et des ouvrages en rocaille du jardin ont été inscrits au titre des monuments historiques par arrêté du 28 octobre 2015.